# Ellis County (Kansas)
Ellis County je okres ve státě Kansas v USA. K roku 2010 zde žilo 28 452 obyvatel. Správním městem okresu je Hays. Celková rozloha okresu činí 2 332 km².